# Hyphopichia heimii
Hyphopichia heimii är en svampart som först beskrevs av Pignal, och fick sitt nu gällande namn av Kurtzman 2005. Hyphopichia heimii ingår i släktet Hyphopichia och familjen Pichiaceae.   Inga underarter finns listade i Catalogue of Life.